# Blaszka miażdżycowa
Blaszka miażdżycowa – zmiana występująca w ścianie tętnic (błona wewnętrzna) powstająca w przebiegu miażdżycy naczyń. Blaszka składa się głównie z osadu wapnia, makrofagów oraz włóknika. Uwypukla się do światła naczynia i zmniejsza jego średnicę. Może to powodować niedokrwienie narządów zaopatrywanych przez daną tętnicę.